# Nemzeti Bajnokság I 1907-1908
L'edizione 1907-08 del Nemzeti Bajnokság I vide la vittoria finale dell'MTK, che conquista il suo secondo titolo.
Capocannoniere del torneo fu Gyula Vangel del Magyar AC con 21 reti.
Il campionato era costituito da un girone per le squadre di Budapest, più altri quattro campionati regionali, I vincitori dei quali si sfidavano tra di loro, e la vincente sfidava la vincente di Budapest per il titolo nazionale. Le sfide tra i campioni regionali non furono disputate, così come la finale nazionale.

## Classifica (Budapest)
|   | Classifica          | G  | V  | N | P  | GF | GS | Dif | Pt |
| - | ------------------- | -- | -- | - | -- | -- | -- | --- | -- |
| 1 | MTK                 | 16 | 12 | 4 | 0  | 45 | 15 | +30 | 28 |
| 2 | Ferencvárosi TC (C) | 16 | 11 | 3 | 2  | 62 | 27 | +35 | 25 |
| 3 | Magyar AC           | 16 | 11 | 2 | 3  | 83 | 20 | +63 | 24 |
| 4 | Újpesti TE          | 16 | 8  | 2 | 6  | 20 | 27 | -7  | 18 |
| 5 | Bp. Törekvés SE     | 16 | 6  | 2 | 8  | 25 | 47 | -22 | 14 |
| 6 | Budapesti TC        | 16 | 5  | 3 | 8  | 48 | 27 | +21 | 13 |
| 7 | Fővárosi TC         | 16 | 4  | 2 | 10 | 26 | 48 | -22 | 10 |
| 8 | Budapesti AK        | 16 | 4  | 2 | 10 | 24 | 51 | -27 | 10 |
| 9 | Typographia SC      | 16 | 1  | 0 | 15 | 11 | 82 | -71 | 2  |

- (C) Campione nella stagione precedente

### Verdetti
- MTK campione d'Ungheria 1907-08.